# Ma femme et son détective
Pour plus de détails, voir Fiche technique et Distribution.
Ma femme et son détective (titre original : La guardia del corpo) est un film italien réalisé par Carlo Ludovico Bragaglia en 1942.

## Synopsis
Un détective privé (Vittorio De Sica) tombe amoureux d’une inconnue nommée Adriana (Clara Calamai), au désarroi de son mari (Sergio Tofano).

## Fiche technique
- Titre : Ma femme et son détective
- Titre original : La guardia del corpo
- Réalisation : Carlo Ludovico Bragaglia
- Scénario : Luigi Bonelli (it), Carlo Ludovico Bragaglia, Aldo De Benedetti, Vittorio De Sica
- Photographie : Ugo Lombardi
- Montage : Mario Bonotti
- Musique : Gioacchino Angelo
- Scénographie : Gastone Medin
- Société de production : INAC
- Pays de production :  Royaume d'Italie
- Langage : Italien
- Format : Noir et blanc
- Genre : Comédie
- Durée : 84 minutes (1 h 24)
- Date de sortie :
  - Royaume d'Italie : 23 août 1942

## Distribution
- Vittorio De Sica : le détective privé
- Clara Calamai : Adriana
- Sergio Tofano : le mari d’Adriana
- Carlo Campanini
- Giuditta Rissone
- Olga Vittoria Gentili (it)
- Marcella Rovena
- Elena Altieri
- Mirella d'Arni
- Aristide Garbini
- Mara Landi (it)
- Rio Nobile (it)
- Giovanni Rosa